# Mycetophila ocellus
Mycetophila ocellus is een muggensoort uit de familie van de paddenstoelmuggen (Mycetophilidae). De wetenschappelijke naam van de soort is voor het eerst geldig gepubliceerd in 1848 door Francis Walker.